# Eyragues
Eyragues é uma comuna francesa na região administrativa da Provença-Alpes-Costa Azul, no departamento de Bocas do Ródano. Estende-se por uma área de 20,78 km². Em 2010 a comuna tinha 4 596 habitantes (densidade: 221,2 hab./km²).